# Kantonesiska

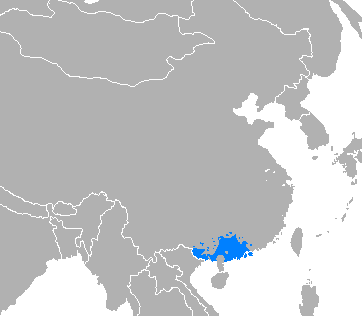
Karta över kantonesiskas utbredningsområde i Kina.

Kantonesiska (traditionell kinesiska: 廣東話?, förenklad kinesiska: 广东话?, pinyin: Guǎngdōng Huà; kantonesiska: 粤语, Yuht Yúh) är ett kinesiskt språk. Språket talas främst i södra Kina samt Hongkong. Språket är ett tonalt språk, vilket innebär att ett ords innebörd är helt avhängig vilken ton som används.
Kantonesiska och mandarin benämns oftast som två kinesiska dialekter eftersom de delar samma skriftliga form. Språken är dock inte ömsesidigt förståeliga.
Kantonesiska tillhör de sinotibetanska språken, medan mandarin tillhör ett monosyllabiskt språk som utvecklades från medeltidskinesiska.

## Uttal
Kantonesiskan har sex toner – tre platta toner (låg, medelhög, hög), två stigande toner (stigande till medelhög ton, stigande till hög ton) och en fallande.
Kantonesiskan är, liksom alla kinesiska språk eller dialekter, ett stavelsebaserat språk. Till skillnad från standardkinesiskan har kantonesiskan bevarat en mängd stavelser som slutar på konsonantljud: ngat6/ngaht, jik6/yihk, jap3/yap, jat6/yaht med flera. De finala konsonanterna är m, n, ŋ, p, t och k, medan mandarin bara har två: n och ŋ.

## Skriftspråk
Kantonesisktalande har historiskt använt det klassiskt kinesiska skriftspråket, men under 1900-talet uppstod ett informellt kantonesiskt skriftsystem som framför allt använts i Hongkong. Det finns numera tidskrifter och tidningar med kantonesisk snarare än standardkinesisk skrift.
I den kantonesiska skriften förekommer en del skrivtecken  som inte finns i skriven standardkinesiska. Kinesiskans "是" är ersatt med "係", "不" med "唔" och "的" med "嘅". Några nyskapade tecken förekommer, bland dem "𨋢" () för hiss.
Hongkongesiska HKSCS (Hong Kong Supplementary Character Set)  är ett försök att standardisera dessa tecken.

## Transkriberingssystem
Det finns flera transkriberingssystem för att kunna skriva kantonesiska uttal med det latinska alfabetet. Jyutping är det främsta transkriberingssystemet, vilket utvecklades 1993 i Hongkong av the linguistic Society of Hong Kong. Det främsta konkurrerande transkriberingssystemet är Yale-systemet som utvecklades 1952, och först publicerades 1958. Det förstnämnda systemet använder siffror för att förmedla toner, medan det sistnämnda använder accenter och bokstäver. Frasen "jag älskar dig", "我愛你", skrivs enligt Jyutping "ngo5 oi3 nei5" och enligt Yale-systemet "ngóh oi néih".